# Spilosoma flammeola
Spilosoma flammeola är en fjärilsart som beskrevs av Moore 1877. Spilosoma flammeola ingår i släktet Spilosoma och familjen björnspinnare. Inga underarter finns listade i Catalogue of Life.